# PSE-Fleisch
Unter PSE-Fleisch oder Weißfleischigkeit versteht man geschlachtetes Schweinefleisch, das blass (englisch Pale), weich (englisch Soft) und wässrig (englisch Exudative) ist. Es handelt sich dabei zwar um einen Qualitätsmangel, jedoch ist das Fleisch aus gesundheitlicher Sicht noch uneingeschränkt verzehrsfähig.

## Physiologische Ursachen
Meist tritt das PSE-Fleisch bei Kreuzungstieren auf, bei denen das Vatertier der Rasse Piétrain Träger eines speziellen Gens ist. Die Kreuzungstiere haben ein wesentlich höheres Fleischbildungsvermögen als die ursprünglichen Linien, bedingt durch Heterosis-Effekte. Bei Stress (zum Beispiel den Transport zum Schlachthof) entsteht eine Maligne Hyperthermie, so dass die Rückenmuskeln einer Temperatur oberhalb von 42 °C ausgesetzt sind. Unter anderem kommt dies durch das tendenziell zu schwache Herz des Schweins zustande, das die erhöhte Temperatur im betroffenen Gewebe nicht absenken kann. Dies bewirkt eine Denaturierung des Muskels vor dem eigentlichen Tod. Der Rücken schwillt bei diesem Prozess beidseitig an. Der Name für diesen Effekt heißt „Bananenrücken“. Ob die Vatertiere Träger dieses speziellen Gens sind, kann mit dem sogenannten Halothantest nachgewiesen werden. Durch dieses einfache Verfahren, bei denen die Trägertiere ausselektiert werden, ist dieses Fleisch heute kaum noch im Handel zu finden.
Setzt man diese Kreuzungstiere vor dem Schlachtvorgang oder während des Schlachtvorgangs Stress aus (etwa durch Schlachtung ohne Ruhepause), führt dies zu einer Aktivierung des Stoffwechsels verbunden mit einer erhöhten Produktion an Milchsäure. Nach der Schlachtung kann diese Milchsäure nicht mehr über die Blutbahn aus den Muskeln abtransportiert werden und säuert das dortige Gewebe. Zudem kommt es zu einer starken Aktivierung des Enzyms Adenosintriphosphatase, die die Muskeltätigkeit des toten Tieres erhöht und beschleunigt ATP abbaut. Der pH-Wert im Gewebe fällt innerhalb kurzer Zeit auf Werte unter 5,8 und ein Teil der Muskelproteine denaturiert, wodurch sich das Wasserbindevermögen des Fleisches verringert und die Myosinfilamente um ungefähr 8–10 % verkürzt werden.
Das rasche Abkühlen von Schweineschlachtkörpern, üblicherweise direkt nach der Schlachtung in Schnellkühlern, trägt dazu bei, den Schweregrad von PSE zu minimieren. Allerdings steigt dadurch die Wahrscheinlichkeit eines gewissen Grades an cold shortening, der aber als wirtschaftlich weniger nachteilig angesehen wird.

## Charakteristika von PSE-Fleisch
Beim Erhitzen kann PSE-Fleisch das ungebundene Wasser abgeben, es wird dabei zäh oder trocken. Entsprechend eignet es sich zum Beispiel nicht zum Kurzbraten. Bei der Denaturierung verändert sich die Lichtbrechung des Fleisches, was dessen blasse Farbe hervorruft. Durch die erhöhte Wässrigkeit steigt die Pökelbereitschaft, das heißt im ungebundenen Wasser diffundieren Salze schneller als bei normalem Fleisch. Der Geschmack wird oft als wässrig oder leer beschrieben. Bedingt durch die schlechte Wasserbindung und die dadurch meist feuchten Fleischoberflächen ist die Haltbarkeit von PSE-Fleisch herabgesetzt. PSE-Fleisch ist sehr fettarm, weil die Züchtung darauf fokussiert ist.